# Villa Amalia (Baarn)
Villa Amalia, ook Hotel Zeiler, is een gemeentelijk monument aan het Stationsplein in Baarn in de provincie Utrecht.
Villa Amalia werd in 1885 verbouwd tot hotel naar een ontwerp van architect A.J. van der Stok. Het werd gebouwd na de aanleg van station Baarn en het Amaliapark. Voor een oud herenhuis werden vijf kamers naast elkaar in twee bouwlagen gebouwd. Onder het gebouw is een souterrain. Behalve kamers voor de gasten werden ook eetzalen ingericht. Tussen het oude en nieuwe gedeelte werd een tussenstuk met trap gemaakt. In 1904 werden aan beide zijden van de nieuwbouw een travee bijgebouwd. Later werd dit Hotel Zeiler geheel verhoogd tot drie bouwlagen. Na de Tweede Wereldoorlog werd Amalia als kantoor gebruikt door de NCRV, en werd in 1966 een nieuwe hoofdingang gebouwd. Het oorspronkelijke herenhuis is verdwenen, het tussenstuk bestaat nog.
Op de bel-etage zijn rondboogvensters aangebracht. Aan de zijgevel van het gebouw zijn erkers met daarboven een veranda. Het wit gepleisterde gebouw heeft Franse balkons aan de voorzijde. De buitenste kamers van het gebouw zijn breder dan de overige kamers.